# ГАЕС Тендзан
ГАЕС Тендзан (яп. 天山発電所, Тендзан хацуденшьо, Гепберн: Tenzan hatsudensho) — гідроакумулювальна електростанція в Японії на острові Кюсю.
Нижній резервуар створили на річці Кюраґі, правій притоці Мацуура, яка на північно-західному узбережжі острова впадає до затоки Карацу (Корейська протока). Тут звели бетонну гравітаційну греблю висотою 117 метрів та довжиною 390 метрів, яка потребувала 1088 тис. м3 матеріалу. Вона утримує водосховище з площею поверхні 0,42 км2 та об'ємом 13,6 млн м3 (корисний об'єм 11,8 млн м3), в якому припустиме коливання рівня поверхні між позначками 168 та 199 метрів НРМ. При цій греблі працює власна мала ГЕС Кюраґі потужністю 5 МВт.
Верхній резервуар створили на струмку Тендзангава, що впадає ліворуч до Кюраґі, для чого звели кам'яно-накидну греблю висотою 69 метрів та довжиною 380 метрів, яка потребувала 1,6 млн м3 матеріалу. Вона утримує водосховище з площею поверхні 0,14 км2 та об'ємом 3,3 млн м3 (корисний об'єм 3 млн м3), в якому припустиме коливання рівня поверхні між позначками 728 та 758 метрів НРМ.
Машинний зал споруджений у підземному виконанні та має розміри 89х24 метра при висоті 48 метрів. Він розташований на відстані 2 км від верхнього резервуару, з яким сполучений тунелем та двома підземними напірними трубопроводами, кожен з яких має довжину 0,9 км та спадаючий діаметр від 5,5 до 2,3 метра. Із нижнім резервуаром зал з'єднує тунель довжиною біля 1 км.
Основне обладнання становлять дві оборотні турбіни типу Френсіс потужністю по 300 МВт, котрі використовують напір у 520 метрів.